# Синцово (Бежаницкий район)
Синцово — деревня в Бежаницком районе Псковской области России. Входит в состав сельского поселения Полистовское.

## География
Деревня находится в восточной части Псковской области, в пределах Бежаницкой возвышенности, к западу от озера Дулова, на расстоянии примерно 28 километров (по прямой) к востоку от посёлка городского типа Бежаницы, административного центра района. Абсолютная высота — 101 метр над уровнем моря.

### Часовой пояс
Деревня Синцово, как и вся Псковская область, находится в часовой зоне МСК (московское время). Смещение применяемого времени относительно UTC составляет +3:00.

## История
До 2010 года населённый пункт входил в состав ныне упразднённой Цевельской волости.

## Население
| 2001 | 2002 | 2010 |
| ---- | ---- | ---- |
| 1    | →1   | ↘0   |

Согласно результатам переписи 2002 года, в национальной структуре населения русские составляли 100 %.